# Preem

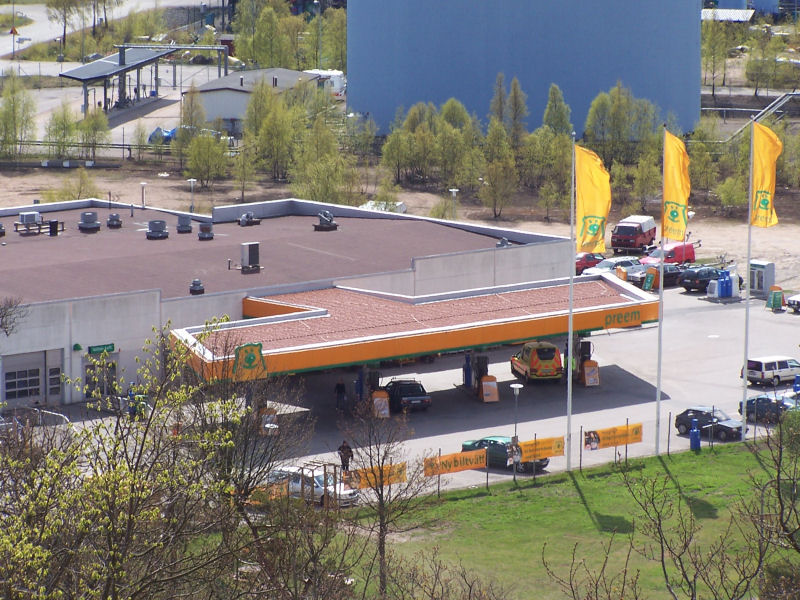
Заправка Preem у Карлскруні

«Preem» — шведська нафтова корпорація, що належить мільярдеру Мухаммеду Хусейн Аль-Амуді, який володіє 530 автозаправними станціями в Швеції. Також у власності «Preem» є два нафтопереробі заводи: Preemraff Göteborg у Гетеборзі і Preemraff Lysekil неподалік містечка Лисечіль. Обидва НПЗ одночасно переробляють близько 18 млн тон нафти щорічно.
У 2004 році річний оборот компанії склав 40,2 млрд шведських крон.
А 2014 року річний дохід компанії вже сягнув 84,78 млрд шведських крон. Чисельність компанія становила 4000 співробітників. Станом на 2014 рік в ній працює 1 278 співробітників, 800 з яких працюють на двох заводах.

## Структура власності
Структура власності має 4 рівні:
Мухаммед Хусейн Аль-Амуді → ТОВ Moroncha Holdings Co. → Corral Petroleum Holdings AB → Preem AB

## Послуги
У «Preem» є три типи автозаправних станцій:
- Автозаправні станції.
- Безпілотні станції, де ціна трохи нижче, адже відсутні деякі послуг такі як: вода або повітря.
- Човнова станція для човнів.

Preem також видає бензинову карту, відому як «Preemkort». Його ринкова частка в 2004 році становила 11,3 % для бензину, 30,1 % для дизельного палива, 40,4 % для топкового мазуту і 58,9 % для інших нафтопродуктів продуктів.

## Історія
Компанія «Corral Petroleum», зареєстрована в Швеції компанія «MIDROC», придбала «OK Petroleum» в 1994 році. У травні 1996 року «OK Petroleum» змінила назву на «Preem»
.